# Airnorth
Capiteq Limited, kinh doanh với tên gọi Airnorth, là một hãng hàng không khu vực nằm trong khuôn viên của sân bay quốc tế Darwin trong Marrara, Darwin, Northern Territory, Australia. Hãng cung ứng dịch vụ bay thường lệ và thuê chuyến ở Northern Territory, Queensland và Western Australia, với một phần mở rộng sang Đông Timor. Cơ sở chính của nó là sân bay quốc tế Darwin, với một trung tâm tại sân bay Maningrida.